# Gaming Innovation Group
Společnost Gaming Innovation Group (GIG) je veřejnoprávní společnost založená na Maltě, která nabízí herní kasino od podnikatelů až po zákazníky, sportovní sázení a pokerové služby prostřednictvím her online herních webů: Guts.com, Rizk.com, Betspin.com a Superlenny. com, Thrills.com a Kaboo.com
GIG je společnost registrovaná v USA, která působí na Maltě a dalších pěti místech v Evropě (Marbella, Oslo, Kristiansand, Gibraltar, Kodaň). Společnost je kótována na Burze cenných papírů v Oslo pod označením 'GIG'.

## Historie
Společnost Gaming Innovation Group byla založena v roce 2008 jako společnost Donkr International Ltd. na Maltě. Byla to holdingová společnost společnosti Innovation Labs Ltd., obchodní společnost provozující online pokerové fórum Donkr.com. V roce 2012 se Frode Fagerli a Robin Reed stali majiteli společnosti a nazvali ji společnost Gaming Innovation Group Ltd.
Gaming Innovation Group byla uvedena na burze v Oslo v červnu 2015.
V červnu roku 2016 společnost Gaming Innovation Group získala společnost Betit Holdings za 54 milionů EUR. V lednu 2018 společnost otevřela novou centrálu na Maltě.